# 浮遊機雷
浮遊機雷（ふゆうきらい）とは機雷の敷設状態の一形態。正または中性の浮力を持ち、風または潮流により水上または水中を自由に浮遊させる機雷をいう。
敷設箇所より海流・海況に応じて移動するため、その危険地区の予測は、敵・味方とも困難であり、公海上で中立国の商船にも被害を与えるため、敷設後1時間で無害となるように国際法（自動触発海底水雷ノ敷設ニ関スル条約）で定められている。
浮遊機雷の特性としては、
- 敷設水深に関係なく敷設できる。
- 各種の敷設兵種により敷設できる
- 発火方式は主に触発式である

などがあげられる。
日露戦争による戦訓により、鎖で繋がれた二個一組の浮遊機雷を敵艦隊の直前に散布するという戦法が考案され、そのための機雷及び敷設艦が造られたが、結局は敵艦隊が通過する直前に機雷を敷設することが困難であることが判明し、このような機雷は考案されることがなくなった。一般的な浮遊機雷は、中国軍が揚子江で大日本帝国海軍に対抗するため多数敷設しており、一定の成果があったと思われる。
日本海軍においては、敷設後1時間で無害となる仕組みについて、砂糖を充填した金属管に発火装置を組み込み、投入後1時間程度で砂糖が溶解し発火装置が浸水・無力化する構造になっていた。